# 1654 год в науке

## Открытия и научные достижения
- Блез Паскаль и Пьер Ферма в переписке между собой заложили фундамент теории вероятностей[1].
- Отто фон Герике продемонстрировал «магдебургские полушария» и тем самым доказал существование атмосферного давления[2].
- Итальянский учёный Джованни Годиерна опубликовал трактат «О систематике мира комет и о замечательных объектах на небе»[англ.], посвящённый кометам и небесным телам.

## Родились
- 4 июня — Жан Франсуа Жербильон, французский учёный миссионер-иезуит (ум. 1707).
- 24 декабря — Андреас Гертнер, серболужицкий учёный, естествоиспытатель и изобретатель (ум. 1727).
- 27 декабря — Якоб Бернулли, швейцарский математик (ум. 1705).
- 28 декабря — Филипп Ноде, французский протестантский богослов и профессор математики (ум. 1729).
- Иоганн Айзенменгер, немецко-австрийский востоковед, гебраист (ум. 1704).
- Пьер Вариньон, французский математик и механик, член Парижской Академии наук (ум. 1722).
- Иоганн ван Кёлен, голландский картограф (ум. 1715).

## Скончались
- 10 января — Николас Калпепер, английский фармацевт, ботаник и врач (род. 1616).
- 31 августа — Оле Ворм, датский натуралист, коллекционер, натуралист (род. 1588).
- Джованни де Гальяно Пьерони[англ.], итальянский военный инженер и астроном (род. 1586).